# Classification de Dahlgren
Cette classification des angiospermes, créée par Rolf Martin Theodor Dahlgren en 1975, 1983 puis 1989 a été utilisée seulement par la communauté scientifique.